# Hamacar
Hamacar va ser bisbe d'Utrecht entre el 790 i el 806. Va ser enterrat a l'església de Sant Salvador a Utrecht. D'Hamacar se'n sap molt poc, això és probablement a causa de la petita importància de la diòcesi d'Utrecht en aquest moment. La informació bàsica sobre aquest bisbe es troba en posteriors fonts històriques.
Abans del seu nomenament per a la càtedra d'Utrecht, va ser canonge de la catedral de la diòcesi. Amb el consentiment del rei de l'estat franc Carlemany, Hamacar es va convertir en el successor del bisbat d'Utrecht quan va morir prop del 790 el bisbe Teodor. Les cròniques medievals ho descriuen com una persona piadosa i virtuosa i com predicador apassionat, però no informen de les seves activitats en el càrrec de bisbe, exceptuant que va ser el primer capítol catedralici de la diòcesi d'Utrecht que es va convertir en el propietari del llogaret Vlёten.